# Dumbbell nan kilo moteru?
Dumbbell nan kilo moteru? (jap. ダンベル何キロ持てる？ Danberu nan-kiro moteru?; dosł. „Ilu kilogramowe hantle jesteś w stanie podnieść?”) – manga autorstwa Yabako Sandrovicha i ilustrowana przez MAAM. Jest regularnie wydawana przez wydawnictwo Shōgakukan na stronie internetowej Ura Sunday oraz w aplikacji MangaONE od sierpnia 2016 roku i została zebrana w 17 tankōbonów do grudnia 2022 roku. Adaptacja anime produkcji studia Doga Kobo była emitowana od lipca do września 2019 roku.

## Fabuła
Hibiki Sakura jest uczennicą drugiej klasy liceum posiadającą ogromny apetyt, przez co przybiera na wadze. Gdy zostało jej to wypomniane, niechętnie zgodziła się pójść na siłownię Silverman Gym. Podczas pierwszego pobytu zastała tam swoją koleżankę Akemi Soryuin, również zastanawiającą się nad zapisaniem na zajęcia. Gdy pojawia się jeden z trenerów, Machio Naruzo, Sakura błyskawicznie ulega jego urokowi i postanawia rozpocząć pracę nad swoją sylwetką, a w perspektywie czasu zrzucić na wadze. 

## Bohaterowie

### Pierwszoplanowi
- Hibiki Sakura (jap. 紗倉 ひびき Sakura Hibiki)

Seiyū: Fairouz Ai (japoński), Madeleine Morris (angielski)
Uczennica drugiej klasy liceum, którą zapisuje się na siłownię, by stracić na wadze. Niestety, ze względu na brak regularnych ćwiczeń i złe nawyki żywieniowe szybko się męczy, a jej postępy są niwelowane. Jednak w miarę postępów jej kondycja fizyczna się poprawia, a u niej objawia się talent do sportów walki. Jej brat prowadzi restaurację yakiniku, w której czasem pomaga.
- Akemi Soryuin (jap. 奏流院 朱美 Sōryūin Akem)

Seiyū: Sora Amamiya (japoński), Sarah Wiedenheft (angielski)
Przewodnicząca samorządu uczniowskiego z tej samej szkoły, co Sakura, uczy się w równoległej klasie. Jest bardzo popularna z powodu swojej urody i świetnych wyników, zarówno w sporcie, jak i nauce. Pochodzi z bardzo bogatej rodziny. Ma fetysz mięśni i zapisała się na siłownię głównie po to, by zaspokoić swoje pragnienia, a także by finalnie zostać macho. W przeciwieństwie do Hibiki jest bardzo wysportowana. Jej postać jest nawiązaniem do poprzedniej mangi Sandrovicha – Kengan Ashura – będąc młodszą siostrą jednej z postaci w niej występującej, Shion Soryuin.
- Ayaka Uehara (jap. 上原 彩也香 Uehara Ayaka)

Seiyū: Shizuka Ishigami (japoński), Morgan Garrett (angielski)
Najlepsza przyjaciółka Hibiki, chodzi z nią do tej samej szkoły. Uwielbia kino i razem z Sakurą często oglądają filmy. Jej ojciec był profesjonalnym bokserem, który założył własną siłownię o nazwie Glory Gym, gdzie pomaga razem ze swoją starszą siostrą. Ze względu na to, iż od bardzo młodego wieku była uczona boksu, ma świetną kondycję fizyczną i sama zarówno walczy, jak i udziela treningów.
- Gina Boyd[6] (jap. ジーナ・ボイド Jīna Boido)

Seiyū: Nao Tōyama (japoński), Alexis Tipton (angielski)
Rosjanka ćwicząca w moskiewskim oddziale Silverman Gym. Przybyła do Japonii, by wygrać w turnieju siłowania na rękę, a po przegranej z Hibiki za wszelką cenę próbuje znaleźć sposób, by ją pokonać. W tym celu decyduje się przeprowadzić na pewien czas i zamieszkać w domu Sakury bez pytania jej o zgodę. Jest bardzo dobra w treningach siłowych, dodatkowo trenuje sambo, by utrzymać kondycję. Jest stereotypową otaku o bardzo płytkiej wiedzy na tematy związane z Japonią i jej kulturą. Jako pierwsza odkryła, że Satomi skrycie jest cosplayerką.
- Satomi Tachibana (jap. 立花 里美 Tachibana Satomi)

Seiyū: Yui Horie (japoński), Leah Clark (angielski)
Nauczycielka historii w żeńskim liceum Koyo, gdzie uczą się bohaterki serii. Jest znaną w środowisku cosplayerką o pseudonimie Yuria Riko, jednak ukrywa swoją pasję ze wstydu i strachu przed wyrzuceniem z pracy za nieobyczajność. Zachęcona przez koleżankę również zapisuje się na siłownię Silverman, gdzie skrycie podkochuje się w Machio. Jej forma fizyczna pozostawia wiele do życzenia.
- Naruzo Machio (jap. 街雄 鳴造 Machio Naruzo)

Seiyū: Kaito Ishikawa (japoński), Stephen Fu (angielski)
Trener pracujący w siłowni Silverman, regularnie trenuje Hibiki i Akemi. Jest bardzo uprzejmy, życzliwy i bez reszty oddany swojej pracy, szczerze wspiera swoich podopiecznych w wysiłkach. Jego sylwetka kulturysty jest przedmiotem powszechnego podziwu. Często niszczy swoje ubranie napinając mięśnie podczas ćwiczeń oraz pozowania. Chodził do jednej klasy z bratem Sakury i siostrą Ayaki.

### Drugoplanowi
- Barnold Shortsinator (jap. ハーンノルド・ドゲゲンチョネッガー Hānnorudo Dogegenchoneggā)

Seiyū: Tesshō Genda (japoński), Cris George (angielski)
Wielka gwiazda filmowa kina akcji. Hibiki i Ayaka są jego wielkimi fankami. Parodia Arnolda Schwarzeneggera.
- Nana Uehara (jap. 上原 ナナ Uehara Nana)

Seiyū: Rina Satō (japoński), Molly Searcy (angielski)
Starsza siostra Ayaki. Pracuje jako trenerka w siłowni ojca.
- Rumika Aina (jap. 愛菜 るみか Aina Rumika)

Seiyū: Haruka Tomatsu (japoński), Jessica Cavanagh (angielski)
Wychowawczyni Hibiki i Ayaki. Koleżanka Satomi, to ona namówiła ją do pójścia na siłownię. Podobnie jak ona, w sekrecie zajmuje się cosplayem.
- Yakusha Kure (jap. 呉 夜叉 Kure Yakusha)

Seiyū: Sayaka Ohara (japoński), Natalie Hoover (angielski)
Wychowawczyni Akemi i Giny. Ma świetną formę i nie znosi, gdy ktoś ocenia ją ze względu na wiek. Jej postać jest nawiązaniem do poprzedniej mangi Sandrovicha – Kengan Ashura – będąc matką jednej z występujących tam postaci, Karli Kure.
- Kutaro Deire (jap. 出入 苦多朗 Deire Kutaro)

Seiyū: Hiroyuki Yoshino (japoński), Christopher Bevins (angielski)
Szef stacji telewizyjnej.
- Jason Sgatham (jap. ジェイソン・スゲエサム Jeison Sugeesamu)

Seiyū: Yūichi Nakamura (japoński), Ray Hurd (angielski)
Sekretarz Barnolda Shortsinatora. Parodia Jasona Stathama.
- Narrator

Seiyū: Tesshō Genda (japoński), Ian Sinclair (angielski)

## Manga
Dumbbell Nan-Kilo Moteru zaczęło być wydawane w formie cyfrowej na stronie internetowej Ura Sunday oraz w aplikacji MangaONE od 5 sierpnia 2016 roku. Wydawnictwo odpowiedzialne za serię, Shōgakukan, połączyło tak publikowane rozdziały w osobne tankōbony, a pierwszy z nich ukazał się 19 grudnia 2016 roku. Do chwili obecnej ukazało się drukiem łącznie 17 tomów. W Ameryce Północnej wydawnictwo Seven Seas Entertainment wykupiło prawa do anglojęzycznego wydania w kwietniu 2019 roku, a pierwszy przetłumaczony tom ukazał się 26 listopada 2019 roku. 

## Anime
Adaptacja anime serii została zapowiedziana 15 stycznia 2019 roku. Serial tworzyło studio Doga Kobo w reżyserii Mitsue Yamazakiego wraz z Fumihiko Shimo odpowiedzialnym za skład serii, projektem postaci autorstwa Ai Kikuchiego i muzyce skomponowanej przed Yukariego Hashimoto. Ukazał się on 3 lipca 2019 roku, a jego emisja trwała do 18 września na takich stacjach telewizyjnych jak AT-X, Tokyo MX, KBS czy SUN. Powstało łącznie 12 odcinków. 
Czołówką jest Onegai Muscle (jap. お願いマッスル) w wykonaniu Ai Fairouz i Kaito Ishikawy, a tyłówką Macho A Name? (jap. マッチョアネーム？) wykonywane przez Ishikawę. 
Licencję na serię w południowo-wschodniej Azji posiada Medialink, a poza Azją Funimation. 

## Odbiór
W 2019 roku manga została nominowana do Nagrody Shōgakukan Manga w kategorii shōnen-manga.
Gadget Tsūshin wymienił fragmenty czołówki oraz fragmentu treningu w swoim katalogu słów modowych na rok 2019. 